# Bernhardsweiher (Landschaftsschutzgebiet)
Das Gebiet Bernhardsweiher ist ein vom Landratsamt Vaihingen/Enz durch Verordnung vom 18. Juli 1949 ausgewiesenes Landschaftsschutzgebiet auf dem Gebiet der Gemeinde Oberderdingen im Landkreis Karlsruhe. 

## Lage und Beschreibung
Das 15,2 Hektar große Landschaftsschutzgebiet liegt im Süden des Gemeindegebiets im Tal des Bernhardsbachs. Das Gebiet liegt im Naturraum Stromberg-Heuchelberg.
Es umfasst den gleichnamigen Stauweiher, welcher von einem Gehölzsaum umgeben ist. Östlich des Weihers ist die Talsohle von einem kleinräumigen Wechsel von artenreichen Wiesen und Wald geprägt. Nördlich des Weihers befindet sich ein südexponierter Hang, der teilweise zum Weinbau genutzt wird und teilweise brach liegt. Das Schutzgebiet ist überwiegend von Wald umgeben, im Westen öffnet sich das Tal jedoch und wird von Weinbau und Grünland geprägt.
Das Gebiet überschneidet sich in Teilen mit dem FFH-Gebiet Stromberg.